# 光ヶ丘団地

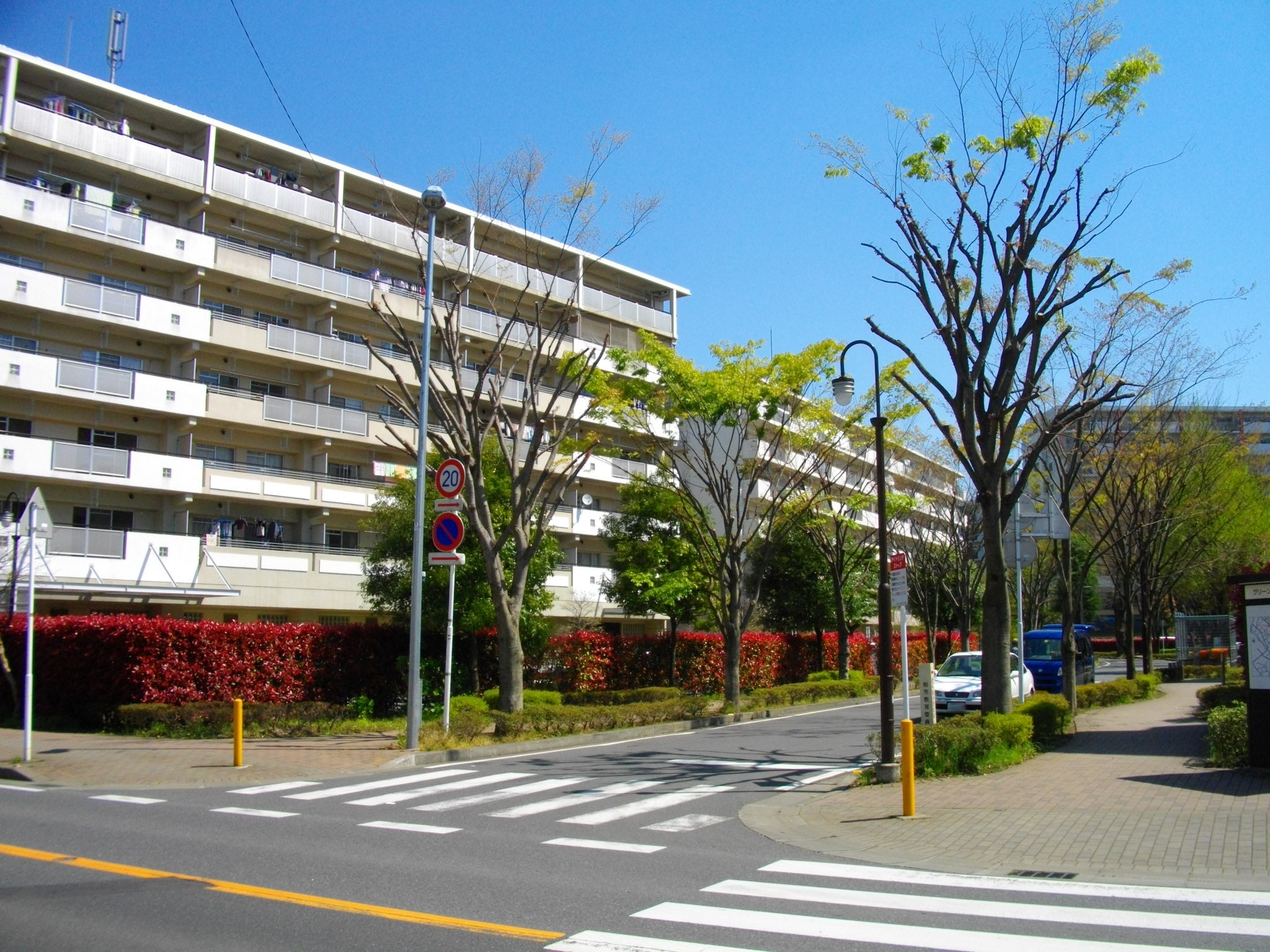
グリーンタウン光ヶ丘（2010年撮影）

光ヶ丘団地（ひかりがおかだんち）は、千葉県柏市光ケ丘団地にかつて立地した日本住宅公団の造成した公団住宅である。

## 概要
1957年（昭和32年）当時、日本住宅公団はそれまで東京都や神奈川県、大阪府など都市圏の中、および近郊に小・中規模な住宅団地を建設することによって住宅を供給していたが、その供給の方式では決して供給効率は高いものとは言えなかった。そのため、郊外の広い土地に大規模な住宅を建設するという、新たな方針が日本住宅公団内において打ち立てられ、この方針に基づく最初の団地として造成されたのが当団地である。また、日本で初めて「ニュータウン」という名を冠した団地でもあった。
現在は、建物の老朽化が進んだために「グリーンタウン光ヶ丘」という団地に建て替えられている。

## 基本データ
- 竣工 - 1957年（昭和32年）
- 構成 - 109棟から構成、全974戸
- 所在 - 千葉県柏市光ヶ丘団地3

## 住棟構成
- 中層フラット棟 - 20棟（北廊下型・3階建てのみ）
- テラスハウス - 89棟

## 施設
団地が造成された当時、病院、学校や商店街が団地内にあった。造成から遅れて数ヶ月後の4月に柏市立光ヶ丘小学校が開校し（校舎の落成は9月）、10月に簡易郵便局が開設された。
また、付近に幼稚園がなかったため、集会所は個人経営のちに自治会が幼児園として24年間利用された。
なお、柏市立光ヶ丘小学校は日本で初めて団地と共に建設された小学校である。

### 公園

#### 光が丘中央公園
光が丘団地の立て替えに伴い整備された。地下に雨水の貯水槽があり、災害が発生した際の避難場所にもなっている。

## 交通
- JR常磐線南柏駅からバスで約6分、バス停から徒歩で約3分。
- 東武野田線新柏駅から徒歩約20分程度。

## 建て替えに関する問題
住宅・都市整備公団は1992年11月から住宅の高層化と住戸の面積を広げることを目的として建て替え工事を行おうとしたが、1992年10月22日に住民90人から千葉地方裁判所松戸支部（千葉地裁松戸支部）へ工事差し止めの仮処分が申請された。住宅・都市整備公団が1986年より行っていた69団地を対象とした建て替え事業の中で初めてのものであった。住民の請求は千葉地裁松戸支部に「理由がない」として棄却され、東京高等裁判所へ行った抗告も却下された。光ケ丘団地自治会は1991年2月6日の時点で、公団からの提案に対して「基本的な部分が未解決だ」としていた。
1993年の5月7日までに、立ち退きに応じない住民6人に対して明け渡しを求める訴訟を起こした。